# Kościół św. Marcina w Kazimierzu Biskupim
Kościół Świętego Marcina w Kazimierzu Biskupim – rzymskokatolicki kościół parafialny we wsi Kazimierz Biskupi. Mieści się przy ulicy Kościelnej, gdzie jak głosi tradycja znajdowała się pustelnia Mateusza – jednego z Pięciu Braci Męczenników.
Kościół, pierwotnie romański z drugiej połowy XII wieku, wybudowany z granitu i piaskowca. Według Jana Długosza jego fundatorem miał być Piotr Włostowic. Według innej hipotezy założycielem świątyni był Piotr Wszeborowic. Pierwsza wzmianka o tym kościele pochodzi z "Roczników" Długosza, który napisał o przekazaniu Kazimierza biskupstwu lubuskiemu przez Henryka Brodatego w 1237 r. Przez wieki przechodził przebudowy – dzisiaj możemy znaleźć ślady romańskiego portalu w ścianie południowej i znaki kamieniarskie – krzyż na podstawie (Ziemia) oraz krzyż na okręgu (Wenus). Około 1512 przebudowany w stylu późnogotyckim z fundacji bp. Lubrańskiego. Spalony przez Szwedów na początku XVIII wieku, odbudowany. W 1859 powiększony. Podczas II wojny światowej Niemcy zamknęli świątynię i przeznaczyli ją na magazyn zbożowy. Z kościoła ukradli złoty kielich z XV wieku, dzwony oraz skonfiskowali bibliotekę parafialną liczącą 1090 tomów. 
Z romańskiego kościoła zachowana apsyda, ściany prezbiterium i dolne partie murów nawy. Od południa zamurowany romański portal. Wyposażenie wnętrza rokokowe z 1 połowy XVIII wieku, w barokowym ołtarzu głównym obraz Matki Bożej z Dzieciątkiem z XVII wieku, w sukience z 1766 roku, ołtarze boczne rokokowe. Ołtarz po lewej stronie poświęcony Pięciu Braciom Męczennikom ze srebrną trumienką z relikwiami świętych Męczenników, znajdującą się w ozdobnym relikwiarzu, ufundowanym przez kazimierskie Bractwo Szewskie w 1927 roku. Na stropie polichromia z około połowy XIX wieku – hagiografia Pięciu Męczenników. Ich zabójcy przedstawieni w pikielhaubach. W kościele znajduje się również późnogotycka rzeźba Matki Bożej i kamienna chrzcielnica z XVI wieku.

## Cmentarz parafialny
Na pobliskim cmentarzu znajduje się mogiła nieznanych polskich żołnierzy, poległych w 1939 roku. Oprócz nich znajduje się tu również grób Stanisława i Wandy Mańkowskich oraz głaz z tablicą pamiątkową, poświęconą poległym w walce o niepodległość Polski w 1918 roku. 
Na kazimierskim cmentarzu spoczywa Marcin Kolczyński - mieszkaniec Kazimierza Biskupiego, który 2 sierpnia 2020 roku w miejscowości Julianadrop w Holandii uratował trójkę topiących się w morzu dzieci. Swój bohaterski czyn przypłacił jednak własnym życiem. 
Na cmentarzu spoczywa legionista i weteran I Wojny Światowej - Józef Ślugaj, którego grób został ostrzelany przez komunistów po II Wojnie Światowej.  